# محطات مارتن لوثر كينج (مسرحية)
محطات مارتن لوثر كينج، مسرحية من تأليف الكاتب والمؤرخ الأمريكي كليبورن كارسون [الإنجليزية]، ترجمة وإعداد وإخراج الفلسطيني كامل الباشا، إنتاج المسرح الوطني الفلسطيني/ الحكواتي - القدس 2011 

## المسرحية
يستلهم المخرج الفلسطيني كامل الباشا أحداث الثورات التي تشهدها بعض الدول العربية لدمجها مع مسرحية “محطات مارتن لوثر كينج” ويقدمها برؤية فلسطينية يشارك فيها ممثلون أميركيون وفلسطينيون. ويجمع الباشا في المسرحية التي كتبها الأميركي كليبورن كارسون بين التمثيل والغناء والفيديو ويدمج فيها اللغتين العربية والإنجليزية.
تتناول المسرحية حياة داعية الحقوق المدنية الحاصل على جائزة نوبل للسلام مارتن لوثر كنغ، منذ بداية نضاله ضد قوانين الفصل العنصري في أميركا، وحتى اغتياله 1968 في نص يظهرآراءه وأفكاره وفلسفته الخاصة لأسلوب سياسة المقاومة اللاعنفيه، التي تبناها دفاعا عن السود وللمطالبة بحقوقهم المدنية التي كفلها لهم الدستور.
ويعتبر هذا الإنتاج هو الأول لهذا العمل المسرحي باللغة العربية، ويشارك في تقدم المسرحية ثماني فنانين فلسطينيين وجوقة أميركية من ست أشخاص.

## الممثلون والأدوار
- رمزي مقدسي
- محمود عوض
- جورجينا عصفور